# باسكال مانشيني
باسكال مانشيني هو منافس ألعاب قوى سويسري، ولد في 18 أبريل 1989 في فريبورغ في سويسرا.

## وصلات خارجية
- باسكال مانشيني على موقع الاتحاد الدولي لألعاب القوى (الإنجليزية)
- باسكال مانشيني على موقع الدوري الماسي (الإنجليزية)
- باسكال مانشيني على موقع اللجنة الأولمبية الدولية (الإنجليزية)